# Advance Wars
Advance Wars est un jeu vidéo de tactique au tour par tour appartenant à la série de jeux vidéo Nintendo Wars, développé par  Intelligent Systems pour Nintendo, sorti sur Game Boy Advance. Le jeu est réalisé par Takehiro Izushi, le cocréateur de la série, et dirigé par Tohru Narihiro.
Le jeu est sorti le 10 septembre 2001 aux États-Unis, et devait sortir plus tard en Europe et au Japon, mais cette date a été mise en attente à la suite des attentats du 11 septembre. La sortie japonaise est alors reportée pour ne finalement jamais voir le jour. C'est une situation inédite, car jusqu'alors, tous les jeux de la série ne sont sortis exclusivement qu'au Japon. Bien qu'ayant également été retardé, il sort en Europe le 11 janvier 2002. Cette version inclut les langues anglaise, allemande, française et espagnole ; le choix étant laissé au joueur au démarrage du jeu.
Dans Advance Wars, le joueur doit diriger des armées composées d'infanteries, de chars, de navires ou d'avions dans des champs de batailles dédramatisés. Le jeu reprend les schémas traditionnels de la série Nintendo Wars en y apportant des innovations. Le jeu se déroule au tour par tour : chaque joueur dirige son armée, unité par unité, avant de passer la main à son adversaire qui fait de même. Ce type de gameplay est en opposition avec les jeux de stratégie en temps réel, assez répandus sur les machines disposant d’interfaces de pointage précis (souris, stylet).
Les unités évoluent dans un quadrillage au motif carré du style échiquier où chaque case contient un terrain unique (ville, forêt, montagne…). La juxtaposition de tous ces terrains forme le champ de bataille où évoluent les unités.
Un remake nommé Advance Wars 1+2: Re-Boot Camp, incluant également le second opus Black Hole Rising, est développé par WayForward sur Nintendo Switch. Il est initialement prévu pour décembre 2021, puis pour avril 2022, avant d'être repoussé à une date non déterminée à la suite du conflit russo-ukrainien. Le jeu sort finalement le 21 avril 2023.

## Synopsis
Le joueur est placé dans le rôle d'un commandant novice de l'armée d’Orange Star. Lors de ses premiers pas dans le jeu, il est pris en charge par Nell, un général qui restera toujours aux côtés du joueur pour lui délivrer les objectifs ou sauvegarder. La première tâche qui lui incombe est de repousser l'invasion de l'armée de Blue Moon menée par le bourru général Olaf. De mauvaise foi jusqu'à sa défaite finale, il inventera toujours des excuses fallacieuses pour expliquer ses revers successifs. Une fois celui-ci défait, la contre-attaque s'organise, et c'est avec l'appui d'Andy, un jeune général plein de vitalité et de bonne humeur, que le joueur va conquérir Blue Moon. Après une confrontation avec Olaf qui pensait ne faire qu'une bouchée du jeune général, celui-ci enverra Grit, un spécialiste du tir indirect ayant étudié dans la même académie militaire que Nell. D'une nature sympathique et décontractée, il a tendance à adopter une attitude irrespectueuse envers son supérieur. Cependant, après un coup de sang d'Olaf, il consent à faire le déplacement. Une fois battu, il prend la défaite avec détachement et sympathise avec Andy. Après un accrochage avec un bataillon indépendant de Green Earth mené par Eagle, un général beau et arrogant qui par son accoutrement ressemble aux pionniers de l'aviation tels que Saint-Exupéry ou Bleriot, Max, une caricature du vétéran de la Guerre du Viêt Nam vient rejoindre Andy. Le joueur pourra dorénavant choisir entre deux généraux pour avancer dans la campagne.
Les missions s'enchaînent ensuite et après avoir battu les armées de Blue Moon, Green Earth et Yellow Comet, le joueur découvre qu'en réalité, c'est l'armée de Black Hole dirigée par Sturm, un général soupçonné d'être d'origine extraterrestre, qui a poussé toutes les nations à s'affronter entre elles. Les 4 Nations s'allient alors pour repousser ensemble la menace. Les pouvoirs de Sturm étant gigantesques (celui-ci peut faire tomber des météorites sur le champ de bataille, possède des unités plus puissantes que n'importe quel général et peut se déplacer sur tous les terrains sans pénalité), la tâche est rendue réellement ardue. Une fois Sturm vaincu, l'armée de Black Hole se retire, mais c'est pour mieux contre-attaquer dans le deuxième opus (Advance Wars 2: Black Hole Rising).

## Système de jeu

### Aperçu
Les décors sont colorés et volontairement simplifiés, dans le but de se focaliser uniquement sur la vision stratégique. L'univers graphique oscille entre le cartoon pour les décors et le manga pour les personnages.
Les informations sont affichées par le biais d’infos panels (IP) contextuels et mobiles (ils se déplacent dès que le curseur s’en approchent afin de ne pas déranger le joueur).
On peut voir dans la capture ci-contre que l'IP en haut à gauche affiche la quantité de crédits possédée par le joueur actif ainsi que le nom et le visage de son général. L'IP en bas à gauche affiche les informations relatives au terrain situé en dessous du curseur (type et couverture défensive).

### Mécanismes généraux
Chaque case de terrain ne peut être occupée que par une seule unité. Pour prendre position sur une case occupée par un adversaire, il faut préalablement l'avoir détruite en menant une de ses unités à son contact et en engageant un combat dont l'issue est régie par de nombreux paramètres dont le type de l'unité attaquante et défensive, le nombre de point de vie des unités, la couverture défensive offerte par le terrain et la spécialité du Général choisi… Si à l'issue du combat, la quantité de points de vie d'une des unités tombe à zéro, elle est détruite et libère la case. Pour détruire une unité, il faut généralement engager plusieurs fois le combat contre elle, ce qui est rendu impossible par un placement stratégique sur un pont, entre deux montagnes ou entre deux unités alliées (qui devront alors être également détruites pour découvrir le flanc de l'unité entourée).
Toutes les unités peuvent se déplacer dans n'importe quel sens dans une aire de mouvement qui est limitée par leur portée de déplacement (qui varie en fonction de l'unité et du terrain). Les unités peuvent se déplacer dans n'importe quel sens tant qu'ils leur reste des points de mouvement sans être obligés de suivre un tracé rectiligne. Un déplacement d'une case à une autre ne peut se faire que si elles ont une arête commune et si le terrain s'y prête (un tank ne peut pas aller sur une montagne par exemple). Il est possible de faire passer ses unités par-dessus ses propres unités, sans s'y arrêter, mais pas par-dessus les unités ennemies. À la fin d'un déplacement, le joueur doit choisir l'action que doit effectuer l'unité. Une fois l'action effectuée, l'unité ne pourra plus bouger jusqu'au prochain tour, même s'il lui restait des points de déplacement.
Une description détaillée des règles du jeu est disponible sur wikilivres.

### Modes de jeu
Lorsqu'un joueur commence une partie pour la première fois, une instructrice portant le nom de Nell lui demande son nom et si c'est la première fois qu'il joue à ce jeu. S'il répond par la négative, tous les modes de jeu sont débloqués dès le début. S'il répond par l'affirmative, alors il n'a accès qu'aux modes entraînement où il pourra s'initier progressivement au jeu et découvrir l'univers ; VS où il aura la possibilité de défier jusqu'à 3 adversaires sur une carte de son choix, qu'ils soient contrôlés par l'ordinateur ou par des humains. Le dernier mode accessible pour le débutant est le mode link où plusieurs humains peuvent se défier en reliant leurs consoles entre elles. Un joueur expérimenté aura accès dès le début aux modes campagne et QG. Ceux-ci sont expliqués ci-dessous.
Mode entraînement : C'est ici que sont inculqués au néophyte tous les fondements du jeu par le biais de 13 missions tutorées. Cela commence par l'explication des fondements comme la sélection puis le déplacement des troupes, le processus à suivre pour terminer son tour, sauvegarder, explorer les options, etc. et finit par les subtilités du brouillard de guerre en passant par l'utilisation des unités de transport, de ravitaillement, des artilleries… Chaque mission permet au joueur d'assimiler progressivement les bases du jeu. Chaque nouvelle action découverte est d'abord expliquée par Nell et devra être répétée par le joueur. La manipulation est strictement encadrée car le joueur se trompant de bouton est immédiatement rappelé à l'ordre par Nell qui réexpliquera la manœuvre.
Mode campagne : Après avoir terminé l'entraînement si le joueur a répondu non précédemment, il peut poursuivre l'aventure ici. Les missions se suivent les unes aux autres, en donnant parfois au joueur le choix entre plusieurs embranchements. Chaque mission est introduite par une séquence textuelle où interviennent les protagonistes de l'histoire. L'univers où évolue le joueur est dévoilé progressivement, mission après mission. Dans certaines missions, des objectifs exotiques peuvent être proposés, comme détruire l'entrée d'une usine, capturer un nombre précis de villes, etc.
Mode VS : Ici, il n'y a aucun scénario. Il s'agit de l'endroit où plusieurs joueurs peuvent s'affronter sur la carte de leur choix. Cependant, toutes les cartes ne sont pas débloquées dès le début, le joueur devant les acheter au moyen des crédits acquis en complétant des missions du mode QG ou campagne. Il est également possible de rajouter des alliés ou des adversaires contrôlés par une IA, pour défier l'ordinateur entre amis par exemple ou rééquilibrer la partie lorsque l'un des joueurs est beaucoup plus expérimenté que l'autre. Les parties multijoueur peuvent se jouer avec une seule et même console.
Mode Link : Ce mode donne les mêmes possibilités que le mode VS, sauf qu'ici la console ne circule pas de main en main, chaque joueur pouvant regarder son propre écran, voyant ainsi le déplacement des unités passants dans leur champ de vision, ou écoutant les bruits qui trahissent le déplacement des unités. Un bombardier ou un chasseur, ne faisant pas le même bruit qu'un hélicoptère, sont trahis lors de leurs déplacements et permettent aux autres de construire des unités en réponse. Mais comme certaines unités partagent les mêmes sons, il reste une marge de hasard et de bluff.
Ici, les joueurs peuvent également s'échanger leurs cartes qu'ils ont fabriqué dans l'éditeur de niveau.
Mode QG : Il s'agit d'une sorte de mode VS à la seule différence que les performances du joueur sont évaluées puis récompensées par une note comprise dans une échelle allant de C à A, ou S pour un résultat parfait. En réussissant une carte, le joueur se voit attribuer des pièces qu'il pourra dépenser dans la boutique.
Éditeur de niveaux : Ici, le joueur peut créer ses propres cartes qu'il pourra ensuite tester contre l'ordinateur ou des amis. Cependant, ses fonctionnalités sont assez limitées car la taille de la carte est fixée à 20 x 30 cases. On ne peut, de plus, rajouter aucun élément scripté ni aucun dialogue. Et le nombre de cartes que l'on peut créer est limité au nombre de 3. Facile d'accès, mais limité en possibilités, il ne permet pas de créer ses propres campagnes ou ses propres unités.
Boutique : C'est dans la boutique que le joueur peut dépenser ses crédits gagnés dans le mode campagne ou QG. Il peut y acheter de nouvelles cartes pour le mode campagne ou QG ou de nouveaux généraux, mais lorsque certaines conditions sont remplies (finir la campagne avec un certain rang par exemple), des objets plus rares et plus intéressants peuvent apparaître. Certains objets sont extrêmement difficiles à obtenir et ne sont possédés que par les joueurs les plus chevronnés.
Records : Les performances en mode QG ainsi que le rang du joueur (celui-ci augmente avec le nombre de points qu'il a récoltés dans le mode QG ou campagne) sont stockés ici afin de pouvoir être comparés ou recopiés sur un support différent.

### Types de parties
Dans le mode VS ou Link, deux types de parties sont disponibles :
- Celles où les joueurs disposent d’usines qui leur permettent de construire des unités tout au long de la partie. Les affrontements peuvent durer plusieurs dizaines de minutes à plusieurs heures selon le nombre de joueurs (jusqu’à 4), la taille des cartes et les possibilités défensives offertes par le terrain.
- Celles où les joueurs disposent d’un certain nombre d’unités dès le départ sans qu'il leur soit donné la possibilité d'en reconstruire. Ils devront alors veiller à les garder absolument en vie. Ce type de partie, appelée carte prédéployée se focalise principalement sur la gestion des unités en abandonnant complètement le côté économique et ne dure généralement qu'une dizaine de minutes.

En mode QG, toutes les batailles sont sur carte productive. En mode campagne, la majorité des missions sont sur carte productive mais certaines sont sur carte pré-déployée.

### Phases de jeu

#### Carte pré-déployée
Au départ d'une partie pré-déployée d'Advance Wars, les unités des joueurs sont généralement groupées dans une zone ponctuelle de la carte. Les premiers tours permettent aux joueurs de déployer leurs unités de défense et d'attaque autour de points stratégiques tels que les forêts, les villes ou les montagnes. Selon la configuration de la carte, l'agencement des points stratégiques varie fortement et a une incidence directe sur la nature des batailles.
Une fois que les armées ont réalisé la jonction, les combats s'engagent. Le joueur qui prend l'initiative d'attaquer en assaut direct (au corps à corps) est généralement désavantagé car les artilleries du défenseur détruiront les assaillants assez rapidement. C'est pour cette raison que les joueurs envoient d'abord leurs unités de base en reconnaissance, en gardant leur force de frappe en retrait, tout en essayant d'avancer leurs artilleries (s'ils en ont) au maximum. Lorsque le vrai combat est engagé, les deux camps perdent rapidement leurs unités jusqu'à un moment critique où chaque camp ne possède plus qu'une ou deux unités offensives (dans le cas d'un match équilibré). Lorsqu'un nombre impair d'assaillants s'affrontent, c'est celui qui a subi le moins de dégâts dans ces batailles qui remporte la victoire. Pour cette raison, les cartes prédéployées à 3 joueurs introduisent un facteur chance qui favorise celui qui a eu la fortune de ne pas s'être fait attaquer; ou bien donnent lieu à des parties statiques où personne ne veut s'attaquer de peur d'être pénalisé par la suite.
En fin de partie équilibrée, débute généralement une phase de traque dont l'issue est déterminée par le pierre-feuille-ciseaux régissant les unités restantes. Le joueur qui a réussi à cibler ses attaques en fonction du groupe d'unités qu'il a prévu de conserver en fin de partie sort généralement victorieux. Par exemple un joueur qui a décidé de garder coûte que coûte un bombardier et qui a mené des attaques suicides sur les unités anti-aériennes adverses en se mettant momentanément en infériorité numérique, favorise grandement ses chances de victoire à long terme.
Lors d'une partie déséquilibrée, un des deux joueurs a réussi à détruire beaucoup d'unités adverses tout en conservant les siennes. La phase de traque est alors courte et sans surprises.
Un match nul, sans brouillard de guerre, peut survenir lorsque le joueur traqué (qui possède les unités les plus faibles) peut éviter indéfiniment la confrontation. En brouillard de guerre, le joueur traqueur peut néanmoins tendre des embuscades, mais cela donne lieu à des parties qui s'éternisent et qui sont généralement abandonnées par les joueurs. Avec le brouillard de guerre, un match nul peut également survenir lorsque le joueur possédant l'unité traquée se trouve face à une unité plus puissante mais aveugle qui ne pourra donc jamais voir et attaquer sa proie durant le même tour. Dans les deux cas de brouillard, il y a nul quand le joueur en faiblesse peut réfugier son unité à un endroit inaccessible au traqueur (infanteries au milieu de montagnes contre chars a chenilles par exemple), ou que le traqueur n'a pas assez de puissance pour détruire l'unité non armée en face (si celle-ci se trouve sur une ville ou son QG par exemple).

#### Carte productive
L'ouverture d'une partie productive d'Advance Wars varie sensiblement d'une carte prédéployée car les joueurs possèdent alors des bases, des aérodromes et/ou des ports où ils pourront produire des unités en continu dans la limite des crédits qui leur sont alloués par leurs propriétés au début de chaque tour.
Il faut alors se procurer le maximum de villes pour augmenter ses revenus et construire davantage d'unités que ses adversaires. Pour capturer un bâtiment, il faut y mener ses infanteries, unités particulièrement fragiles, puis les protéger jusqu'à la capture. Chaque capture est le fruit d'une bataille où le vainqueur peut établir un périmètre de sécurité autour du bâtiment convoité. Ces batailles peuvent être assez acharnées puisque les opposants peuvent alimenter le front en permanence avec leurs bases arrière. Chaque bâtiment capturé constitue un point stratégique car une unité alliée se trouvant dessus sera réparée et ravitaillée en début de chaque tour. Il est possible de mettre une unité sur un centre de production de l'ennemi pour l'empêcher de produire des unités dans le bâtiment en question.
Une fois qu'un opposant a pris l'avantage, il doit ensuite avancer méthodiquement et consolider son avantage financier en évitant d'être trop gourmand et se retrouver sous le feu des artilleries ennemies si celui-ci dispose de forêts et du brouillard de guerre pour se couvrir.

#### Carte personnalisée
Dans Advance Wars, un des atouts notables de ce jeu est que l'on peut créer sa propre carte, et ensuite la tester en mode Versus. L'éditeur de carte peut avoir 3 cartes à la fois, et cependant, les possibilités sont moindrement limités. En effet, on ne peut ni modifier la taille (qui est de 20x30 cases), ni mettre plus de 60 bâtiments.
Cependant, dans Advance Wars: Dark Conflict, qui se distingue des autres par un monde différent plus sombre, le joueur à la possibilité, dans l'éditeur de cartes, de modifier la taille de la carte (5x5 à 30x30 cases) et de créer au total 50 cartes.
Après la création de la carte, il sera possible d'y jouer en Versus, ou en mode multijoueur via le Câble Link (les parties sur cartes créées requiert l'utilisation du câble-link, et une cartouche par joueur).

### Nouveautés par rapport àSuper Famicom Wars
Advance Wars est la suite de Super Famicom Wars. Cette partie traite des différences entre Advance Wars et sa préquelle.
L'innovation la plus notable d'Advance Wars est l'ajout d'un mode campagne et de protagonistes charismatiques. Auparavant, pour finir un Nintendo Wars, il fallait remporter la victoire sur toutes les cartes proposées dans n'importe quel ordre en affrontant des généraux muets et sans personnalité. Dans Advance Wars, le joueur peut mener une campagne composée de nombreuses missions variées et soutenues par une histoire et des personnages atypiques qui entretiennent des relations complexes entre eux.
En plus d'apporter un élément vivant au jeu, les généraux dynamisent les parties par le biais de leurs pouvoirs. Un pouvoir de général ne peut s'utiliser que lorsque sa jauge de pouvoir est pleine. Celle-ci se remplit plus rapidement lorsqu'on perd une unité que lorsqu'on en détruit une. De cette façon, un joueur en difficulté verra sa barre augmenter plus vite et il pourra essayer de renverser la vapeur en invoquant son pouvoir. Les généraux disposent également de capacités qui agissent en permanence. Un général possède des infanteries qui capturent plus vite, un autre dispose de tanks plus puissants, etc.
Advance Wars apporte également la gestion du climat (neige, pluie et beau temps), une intelligence artificielle plus efficace, la possibilité de voir les dégâts qu'on va infliger avant d'attaquer et de nombreux autres éléments apportant généralement un confort supplémentaire au joueur et un intérêt supérieur au titre.
Le système de combats a été modifié en profondeur. Dans Advance Wars, une unité en attaquant une autre inflige des dégâts en fonction de ses points de vie et d'autres paramètres spécifiques à l'unité défensive, au terrain, au général, etc. L'unité défensive riposte ensuite de la même manière en prenant en compte ses points de vie restants et les mêmes paramètres que l'unité attaquante. De cette façon, si une unité défensive est complètement détruite, elle ne peut pas riposter. Dans Super Famicom Wars, toutes les unités tirent en même temps, les défenseurs possédants un malus. De cette façon, même une unité qu'on vient de détruire infligera à l'unité attaquante des dégâts parfois importants.
Les unités ont également subis de nombreuses modifications. Beaucoup ont été modifiées, d'autres ont été fusionnées et certaines ont simplement disparus. Aucune unité n'a été créée pour Advance Wars.
Le style enfantin de Super Famicom Wars a été nettement atténué. Ainsi, les unités n'effectuent plus de mimiques comiques et n'émettent plus de sons kawaii à chacune de leurs actions.
Super Famicom Wars gère un système d'expérience pour chaque unité qui a été supprimé. Ce système avantage le joueur qui possède déjà une position dominante, ce qui est la volonté contraire d'Advance Wars avec les pouvoirs des généraux.
Lorsqu'on chargeait, déchargeait ou ravitaillait une unité, il se lançait une petite animation montrant l'action. Ce n'est plus le cas dans Advance Wars où seules les animations de capture ont été conservées (bien que désactivables dans les options). Un terrain présent dans Super Famicom Wars ressemblant à un lac a également été supprimé.

## Développement
Advance Wars se démarque des jeux de guerre qui tendent vers le réalisme par plusieurs moyens. D'abord, dans tous les épisodes de la série, les unités organiques explosent sans laisser de sang. Dans les scènes de combat, les unités mourantes sont propulsées sur les côtés de l'écran. Il n'existe aucune animation d'agonie ou d'image de cadavres. La signalétique ESRB lui attribue le sigle « E », c’est-à-dire « tous publics à partir de six ans », cependant, la SELL le déconseille aux moins de 12 ans. Cependant, pour les jeux qui succèdent Advance Wars la signalétique PEGI remplace la SELL et attribue à la série le sigle « violence » et « 7 ans ou plus ». L'âge généralement conseillé pour un jeu de guerre est de 12 ans ou plus.
Ensuite, les populations civiles ne sont jamais évoquées, à l'exception du jeu Advance wars:Dark Conflict et d'une mission dans Advance Wars 2 où le joueur doit sauver une ville envahie par un général cruel. Lorsqu'il réussit, les habitants de la ville remercient son général en lui offrant un cadeau. Hormis cela, les seuls éléments vivants dans le jeu sont les généraux qui entretiennent de longs dialogues entre les missions. Ces dialogues servent à définir puis enrichir la psychologie des personnages et mettent le joueur dans le contexte avant chaque mission en précisant qui attaque, quelles sont les meilleures stratégies à adopter, etc.
L'univers d' Advance Wars se nomme Wars World. Les noms des armées sont Orange Star, Blue Moon, Green Earth, Yellow Comet et Black Hole. Bien que les noms ne soient pas réalistes, les armées possèdent des mentalités différentes qui toutes ont un équivalent dans notre monde. Yellow Comet par exemple fait penser au Japon par l'apparence des unités et des thèmes musicaux nettement orientaux. Les noms des généraux (Kanbei, Sensei…) confirment cette hypothèse. Blue Moon correspond à l'armée russe ; le chef de cette armée étant un général qui tire sa puissance dans les terrains enneigés et portant un oushanka (ушанка), chapeau typiquement russe. Cette filiation est confirmée dans les prochains épisodes de la série où de nouveaux généraux portent des uniformes soviétiques. Le lien entre Orange Star et les États-Unis quant à lui ne fait aucun doute. Le QG d'Orange Star ressemble à un gratte-ciel, l'allure des généraux et le rôle central qu'ils occupent le confirme. La filiation de Green Earth est elle aussi évidente : les casques des infanteries sont identiques aux casques allemands lors de la Seconde Guerre mondiale. Cependant, cette armée est plus européenne qu'allemande. Les généraux incarnent chacun un pays : Eagle est un aviateur allemand, Drake est associé à ces marins rondouillard de la mer Baltique et Jess à la tankiste française. Toutefois, un général portant armure et appréciant le vin rouge et la galanterie fait son apparition dans Advance Wars DS, son appartenance à l'Espagne (et non la France !) ne fait aucun doute avec son prénom à consonance hispanique : Javier. Les Black Hole, quant à eux, font plutôt penser à l'Allemagne nazie, comme en témoignent les costumes des généraux Maverik ou Sturm, ou le nom des généraux, tels Helmut ou à une forme d'intelligence extraterrestre qui a utilisé les technologies des humains, puisqu'ils veulent envahirent la Terre. Les ambitions des Black Hole (la domination pure et simple) ainsi que leurs méthodes (dresser les pays les uns contre les autres) ne font que renforcer cette hypothèse.
Il n'en reste que ce ne sont que des suppositions, car les concepteurs du jeu ont déclaré lors d'une revue sur un site officiel ne pas avoir eu comme intention d'associer les différentes armées à des nations, mais qu'ils s'en étaient néanmoins inspiré pour leurs conceptions.
Équipe de développement
- Producteur exécutif : Hiroshi Yamauchi
- Producteur : Takehiro Izushi
- Réalisateur : Tohru Narihiro
- Superviseur : Kentaro Nishimura
- Programmeur système : Takanori Hino
- Support système : Takafumi Kaneko
- Programmeur IA : Chikara Yamamoto
- Programmeur Support : Makoto Katayama
- Programmeur level design : Mitsuru Matsumoto
- Conception de la section « entrainement » : Ryuichiro Koguchi
- Création des personnages : Ryo Hirata
- Responsable graphique : Makoto Shimojo
- Level designer : Ryo Hirata, Sumiko Miki
- Compositeur : Taishi Senda
- Responsable artistique : Taeko Kaneda
- Artistes : Fujiko Nomura, Kiyomi Itani
- Direction de la Localisation : Jeff Miller, Leslie Swan